# بازار چهارم
معاملات بازار چهارم (انگلیسی: Fourth market) معاملات بازار چهارم، تجارت مستقیم نهاد به نهاد بدون استفاده از خدمات کارگزار-معامله‌گر است؛ بنابراین در این معاملات از هر دو هزینه کمیسیون معاملاتی و شکاف قیمت پیشنهادی خرید و فروش اجتناب می‌شود.
معاملات بازار چهارم معمولاً به صورت بلوکی انجام می‌شود. تخمین حجم فعالیت این بازار چهارم ممکن نیست، زیرا معاملات آن مشمول الزامات گزارشگری نیستند. مطالعات حاکی از آن است که روزانه چندین میلیون سهم در بازار چهارم معامله می‌شود.